# 100 жінок (BBC)
«100 жінок» (англ. 100 Women) — нагорода від британської компанії «Бі-Бі-Сі»; спеціальний проєкт, заснований 2013 року, що досліджує роль жінок у XXI столітті; у його межах публікують список 100 відомих жінок та проводять події в Лондоні та Мексиці. 
Оголошення списку є початком міжнародного «жіночого сезону BBC», який триває три тижні і включає трансляції, онлайн-звіти, дебати та журналістику на тему жінок. Жінок у всьому світі заохочують брати участь в обговоренні списку, інтерв’ю та дебатах, що проходять після публікації.

## Історія
Після групового зґвалтування та вбивства в Делі 2012 року тодішня працівниця BBC Ліліан Лендор, редакторка Фіона Крек та інші журналісти надихнулися створити серіал, присвячений проблемам і досягненням жінок у сучасному суспільстві. На їхню думку, багато проблем, з якими стикаються жінки, висвітлювали недостатньо, і в березні 2013 року BBC отримала багато відгуків від жінок-слухачок про те, що корпорація має поширювати більше «контенту від жінок і про жінок».
BBC запустила цю серію 2013 року, щоб вирішити проблему недостатньої представленості жінок у ЗМІ. Для участі в першій програмі жінок обирали шляхом опитування в 26 різних мовних службах. Програма проєкту тривала протягом місяця, і кульмінацією стала конференція 25 жовтня, на якій 100 жінок з усього світу обговорювали спільні проблеми — працевлаштування, фемінізм, материнство та релігію, — щоб вивчити як культурні, так і соціальні проблеми, з якими жінки стикаються у своєму житті.

## Українські Лауреатки

### 2022
2022 року до списку «100 жінок» увійшли вісім українок:
- Олена Зеленська — перша леді;
- Юлія Паєвська («Тайра») — парамедикиня;
- Юлія Сачук — захисниця прав людей з інвалідністю;
- Олександра Матвійчук — правозахисниця;
- Марина Вязовська — математикиня;
- Крістіна Бердинських — журналістка;
- Ірина Кондратова — лікарка-педіатр;
- Яна Зінкевич — політик і волонтерка[14].

Інші
- Зара Мохаммаді — курдська активістка та вчителька рідної мови з провінції Курдистан в Ірані, яка зазнала політичних репресій.